# من لایحضره الطبیب
مَن لایَحضَرُهُ الطَّبیب، کتابی از محمد زکریای رازی که در زمینهٔ پزشکی نوشته شده‌است.
نام دیگر کتاب «طب‌الفقراء» است و رازی آن را برای کسانی که به طبیب دسترسی ندارند، تألیف کرده‌است. آن را در برابر کتاب طب‌الملوکی که برای شاهان نگاشته شده‌است، دانسته‌اند و این بیان‌گر توجه خاص رازی به فقرا و بیماران ناتوان است. ابن ابی‌اُصَیبِعه می‌گوید: منظور از این کتاب توضیح امراض و ذکر علت آن‌ها است و اینکه امراض را با داروهای موجود در هر مکان ممکن است معالجه کرد. استقبال از این کتاب موجب شد ابن بابویه، ملقب به «شیخ صدوق»، از بزرگان شیعه، کتابی به نام من لایحضره الفقیه تألیف کند. کتاب در ۳۶ باب تدوین شده‌است که تقریباً عموم بیماری‌های وقت را دربرگرفته‌است. رازی در مقدمهٔ کتاب می‌گوید: «[مردِ] دانشمندِ جلیل‌القدری برای خیر و صلاح مردم از من خواست که رسالهٔ مختصری درباب درمان بیماری با غذا و آشامیدنی‌های موجود در هر مکان که دسترسی به طبیب نیست تألیف کنم. من نیز مسئولِ او را اجابت و کتاب من لایحضره الطبیب را تألیف کردم.» اولین طبیبی که کتاب من لایحضره الطبیب را نوشت، عیسی بن ماسه از پزشکان قبل از رازی بوده‌است.

کتاب من لایحضره الطبیب را دکتر ابوتراب نفیسی به زبان فارسی ترجمه کرده و در شهریورماه ۱۳۶۳ توسط «دفتر جهاد دانشگاهی دانشکدهٔ پزشکی دانشگاه تهران» به چاپ رسیده‌است.